# Yum-Tong Siu
Yum-Tong Siu (tiếng Trung: 蕭蔭堂; sinh ngày 6 tháng 5 năm 1943 tại Quảng Châu, Trung Quốc), là một nhà toán học gốc Trung Quốc, hiện tại đang giữ ghế giáo sư William Elwood Byerly về toán học tại đại học Havard.
Ông là chuyên gia hàng đầu trong lĩnh vực đa biến phức, nghiên cứu của ông liên quan đến giải tích phức, hình học vi phân và hình học đại số. Siu đã giải quyết nhiều giả thuyết khác nhau bằng cách sử dụng ước lượng của bài toán Neumann phức và lý thuyết bó nhân ideal (multiplier ideal sheaves) vào hình học đại số.

## Giáo dục và sự nghiệp
Ông nhận bằng cử nhân về toán học tại đại học Hồng Không vào năm 1963, bằng Thạc sĩ toán học tại đại học Minnesota và bằng Tiến sĩ (Ph. D) về toán học tại đại học Princeton vào năm 1966. Ông hoàn tất luận án tiến sĩ của mình:"Coherent Noether-Lasker decomposition of subsheaves and sheaf cohomology" dưới sự hướng dẫn của nhà toán học nổi tiếng Robert C. Gunning. Trước khi làm việc tại đại học Havard, ông đã giảng dạy tại đại học Purdue, Notre Dame, Yale và Stanford. Năm 1982, ông được nhận vào Harvard với cương vị giáo sư (professor). Ông từng làm hiệu trưởng khoa toán tại đại học Havard.
Năm 2006, ông đã đưa ra một chứng minh cho tính sinh hữu hạn của các vành pluricanonical.

## Giải thưởng và các vinh dự
Năm 1993, ông nhận giải Stefan Bergman của Hội toán học Mỹ. Siu đồng thời giữ chức tiến sĩ danh dự của nhiều trường đại học và là thành viên của nhiều viện khoa học nổi tiếng. Ông được mời báo cáo tại đại hội toán học thế giới 3 lần vào các năm 1978 (invited speaker - Complex Analysis), 1983 và 2002 (pleanary speaker).
Từ năm 2003, ông là thành viên ban khoa học của viện nghiên cứu Clay.